# Frankrike i olympiska vinterspelen 1968
Frankrike deltog i olympiska vinterspelen 1968. Frankrikes trupp bestod av 75 idrottare, 64 män och 11 kvinnor.

## Medaljer

### Guld
- Alpin skidåkning
  - Störtlopp herrar: Jean-Claude Killy
  - Storslalom herrar: Jean-Claude Killy
  - Slalom herrar: Jean-Claude Killy
  - Slalom damer: Marielle Goitschel

### Silver
- Alpin skidåkning
  - Störtlopp damer: Isabelle Mir
  - Storslalom herrar: Guy Périllat
  - Storslalom damer: Annie Famose

### Brons
- Alpin skidåkning
  - Slalom damer: Annie Famose

- Konståkning
  - Herrar: Patrick Pera